# Stürzende Linien

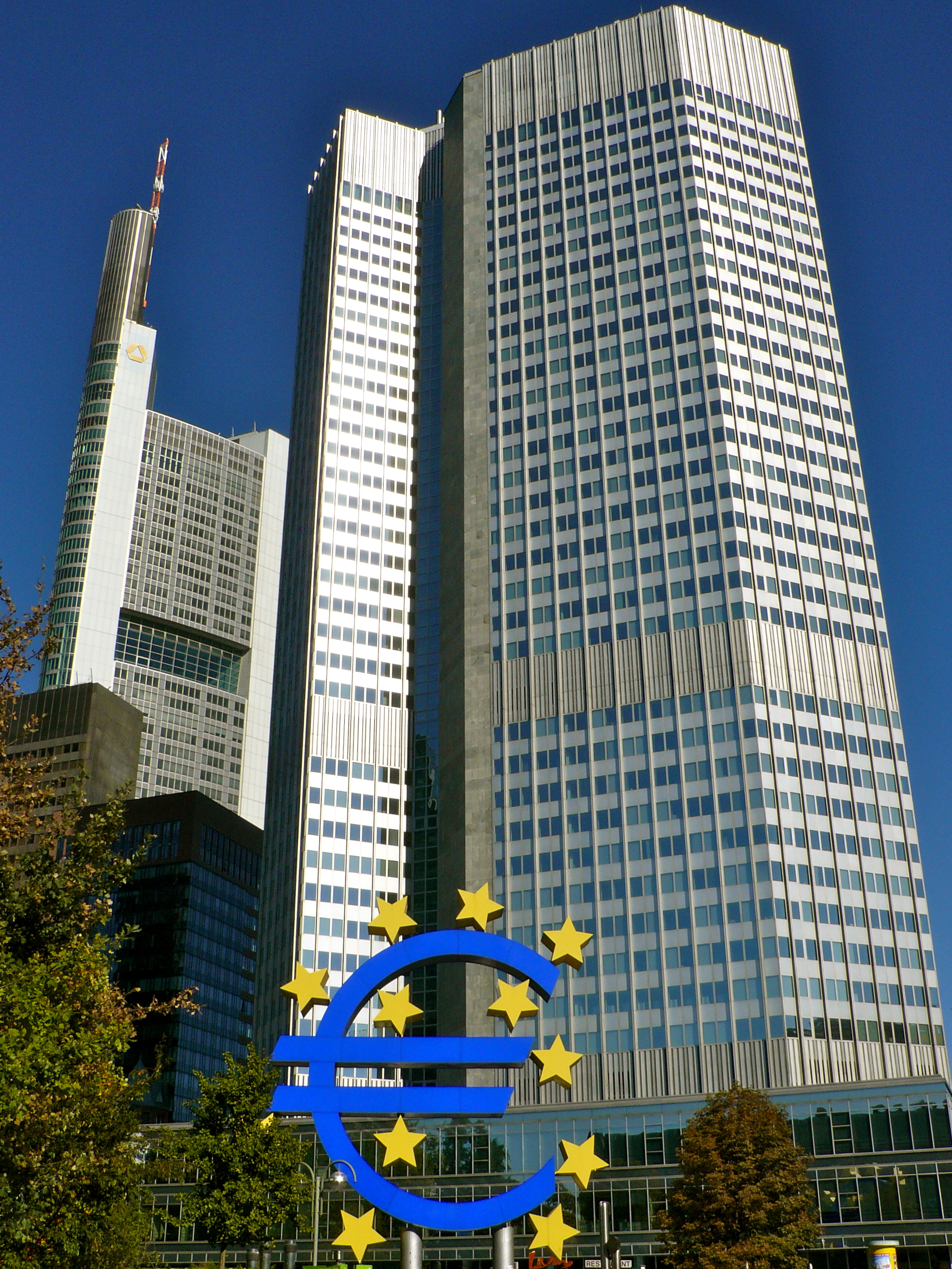
Foto mit nach oben geneigter Kamera aufgenommen. Die zueinander parallelen Gebäudekanten erscheinen als stürzende Linien

Als stürzende Linien werden in Zentralprojektion dargestellte vertikale Linien, die im Objekt parallel verlaufen, bezeichnet. Bei oben befindlichem Fluchtpunkt scheinen sie in der Darstellung aufeinander zu zu „stürzen“.
Der Begriff wird häufig in der Fotografie – insbesondere der Architekturfotografie – gebraucht. In letzterer möchte man u. a. die frontale Ansicht auf eine Fläche (Gebäudefront, Wand u. ä.) zu Dokumentationszwecken oder für eine geometrische Auswertung darstellen. Daran ist man gehindert, weil der passende Aufnahmepunkt z. B. vor einem hohen Gebäude nicht oder schlecht erreichbar ist. In der Fototechnik wurde die Aufnahmemethode mit quer verschiebbarem Objektiv (Shift) entwickelt, womit anstatt verzerrter Aufnahmen von ungünstigen Standpunkten aus Abbildungen ohne stürzende Linien möglich sind (z. B. Aufnahmen einer Hochhausfassade vom Boden aus und in geringer Entfernung).
Inzwischen befinden sich entsprechend verstellbare Objektive auch für Kleinbildkameras zur Verwendung in der Amateurfotografie im Handel. In diesem Zusammenhang ist zu betonen, dass Shiften nicht zur Minderung oder Beseitigung eines Abbildungsfehlers dient. Im Gegenteil: die Perspektive, in der das Objekt dem Fotografen erscheint, wird gefälscht. Abgesehen von einer gezielten Verwendung wie in der Architekturfotografie, werden damit vom Fotografen gewünschte, i. d. R. verfremdende Effekte erzielt.

## Entstehung
Eine fotografische Kamera unterliegt – wie das menschliche Auge – den Gesetzen der Zentralperspektive. Parallele Linien im Motiv werden daher nur dann im Bild ebenfalls parallel verlaufen, wenn sie im Motiv in einer Ebene liegen, die parallel zur Filmebene/Sensorfläche liegt. Wird also die Kamera z. B. vor einem Haus nach oben verschwenkt, entstehen stürzende Linien, das Haus scheint nach hinten zu kippen. Derselbe Effekt entsteht mit umgekehrtem Vorzeichen auch beispielsweise bei Sachaufnahmen, wenn die Kamera schräg nach unten gerichtet wird.

## Ursache der unnatürlichen Wirkung
Wenn die Objekte sehr hoch sind und man keinen großen Abstand einnehmen kann, können diese Objekte nur mit einem Weitwinkelobjektiv komplett aufgenommen werden. Betrachtet man das fertige Print- oder Monitorbild aus einem so kurzen Abstand, dass die diagonalen Bildecken dem Bildwinkel des Objektivs entsprechen, würde der Bildeindruck natürlich sein und keine stürzenden Linien mehr stören. Dieser Abstand wäre oft nur ein Bruchteil der Bilddiagonale (bei z. B. 90° Bildwinkel die halbe Diagonale). Üblicherweise sollte ein Bild aus einem Abstand der doppelten Bilddiagonalen betrachtet werden. Die Betrachtungsperspektive entspricht damit einem leichten Teleobjektiv. Wenn man das Objekt mit dieser Telebrennweite aus einem größeren Abstand (Annahme: genug freier Platz) fotografiert, würde man weniger steil nach oben fotografieren. Dadurch sind die Senkrechten wesentlich weniger zueinander geneigt (z. B. gegenüber einer 90°-Aufnahme nur ein Viertel). Diese Neigung ist das Maß, das als natürlich empfunden wird.

## Korrektur
Da ein Objekt oft nicht aus einem größeren Abstand fotografiert werden kann, sollte die Neigung der Senkrechten zueinander auf das als natürlich empfundene Maß reduziert werden. Oft möchte man die Senkrechten auch ganz parallel machen, da eine Neigung gegenüber dem Bildrand auch als störend empfunden wird. Die dazu notwendige Maßnahme wird als Shiften bezeichnet. Bevorzugt kann dies unter Verwendung geeigneter Kameras und Objektive schon bei der Aufnahme geschehen, alternativ, stehen solche Möglichkeiten nicht zur Verfügung, mittels digitaler Nachbearbeitung.
Bei Großformatkameras bzw. dem Tilt-und-Shift-Objektiv von Kleinbild- und Mittelformatkameras werden stürzende Linien vermieden, indem zur Wahl des Bildausschnitts nicht die Kamera verschwenkt, sondern der Bildausschnitt verschoben wird. Für die digitale Nachbearbeitung stehen entsprechende Funktionen in den meisten Bildbearbeitungsprogrammen, aber auch spezialisierte Programme zur Verfügung, die teils auch Automatikfunktionen anbieten.

## Grenzen der Korrektur
Vor der „Entzerrung“ eines Bildes sollte geprüft werden, ob sich das jeweilig unbearbeitete Original überhaupt dazu eignet oder aber nach der Bearbeitung im Ergebnis vom Betrachter zu sehr den normalen Sehgewohnheiten widerspricht. Werden ungeeignete Aufnahmen mit stürzenden Linien durch die Bearbeitung mit entsprechender Software entzerrt, kann das fotografierte Objekt stark entstellt werden. Diese Bearbeitungen, die senkrechte Linien unter allen Umständen parallel abbilden, können dann unnatürlich wirken, weil sie nicht mehr den Sehgewohnheiten der Menschen entsprechen (insbesondere scheinen quader- oder zylinderförmige Objekte nach oben auseinanderzulaufen, also größer zu werden). Vermeiden kann man diesen Effekt häufig, indem man die senkrechten Linien nur moderat korrigiert, d. h. nicht bis zur völligen Parallelität.
Flächen in großer Höhe, die von der Fassade versetzt oder geneigt sind, werden trotz jeder Korrektur entstellt. Die Rückflächen von Vertiefungen rutschen nach unten, schräge Dachflächen kippen nach hinten oder verschwinden ganz.
Beispiele:

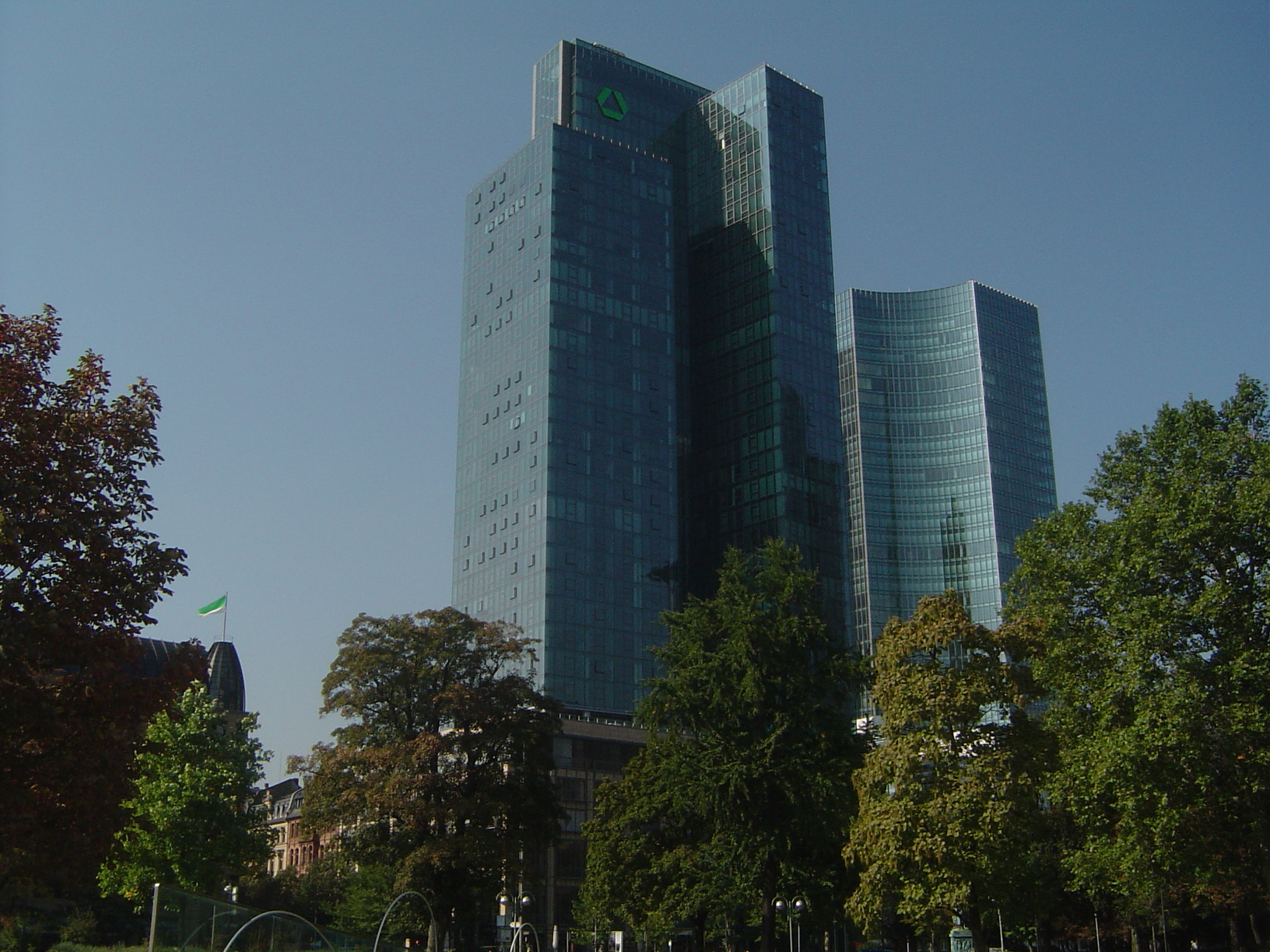
Beispiel „Gallileo“, ohne Entzerrung
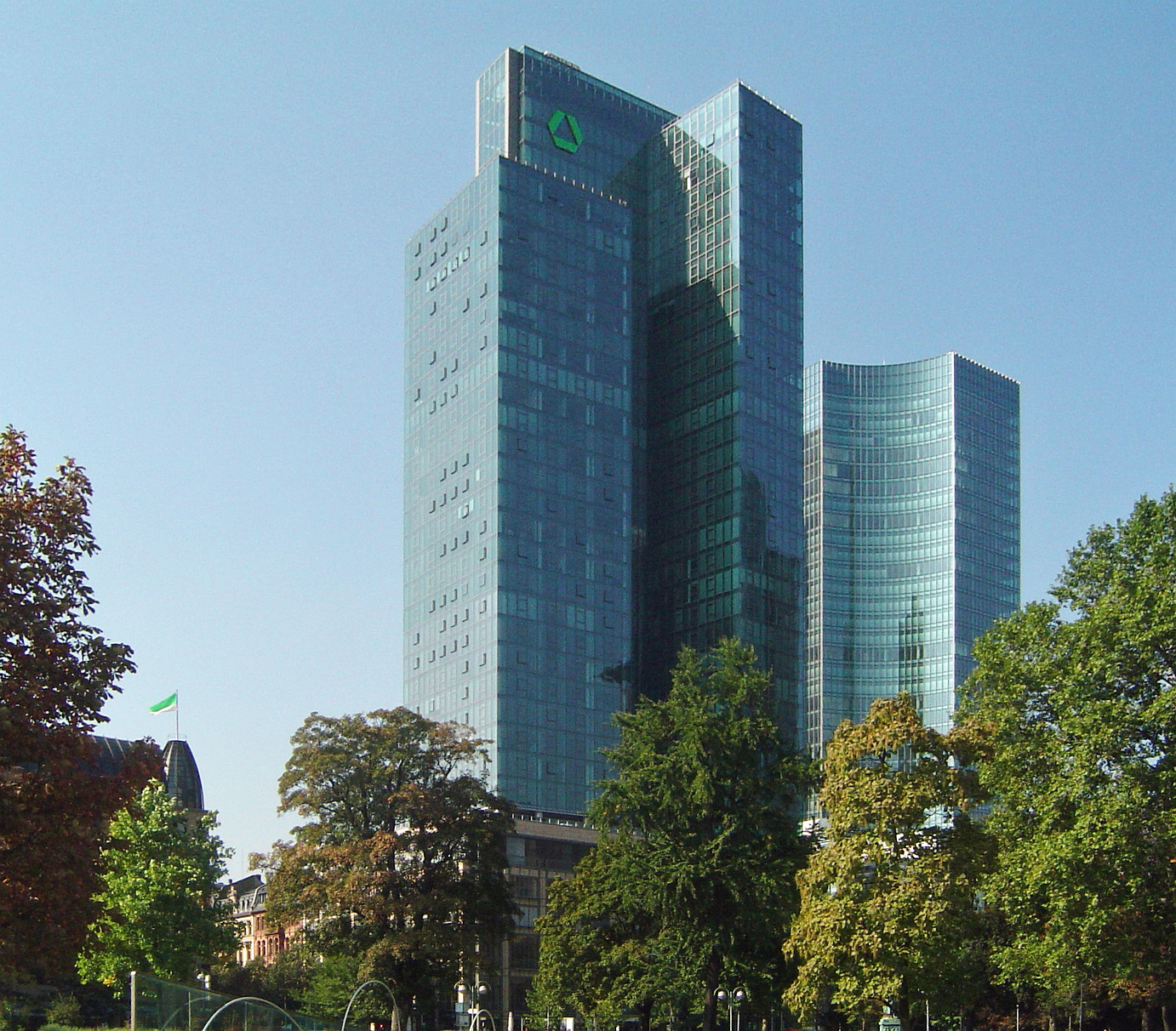
Nach Entzerrung plus Nachbearbeitung
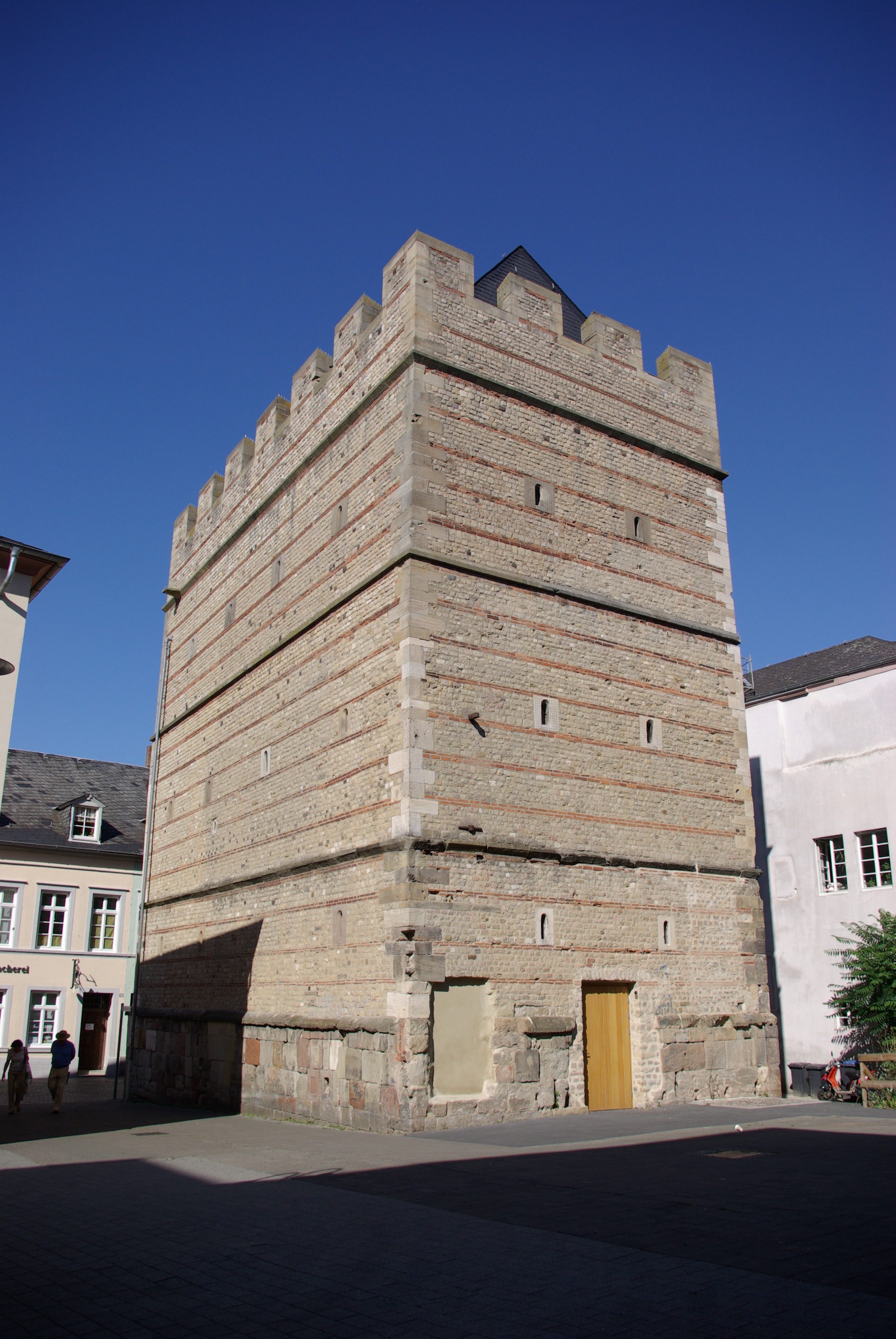
Stürzende Linien durch starkes Kippen der Kamera nach oben. Die senkrechten Linien scheinen zu kippen, der Turm wirkt in der Höhe verkürzt.
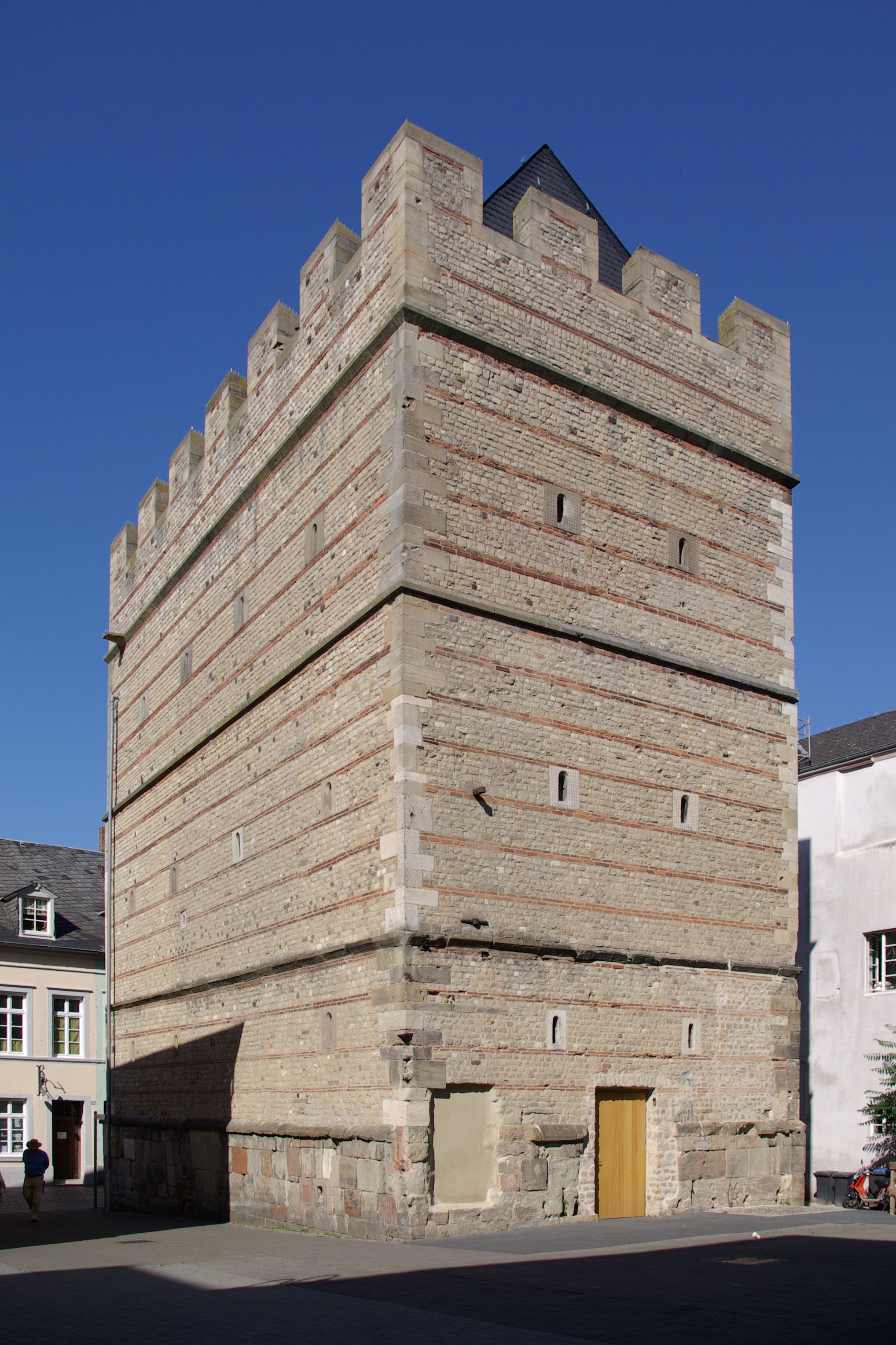
Bild entzerrt mit digitaler Bildbearbeitung ShiftN Der Turm wirkt oben breiter als unten.
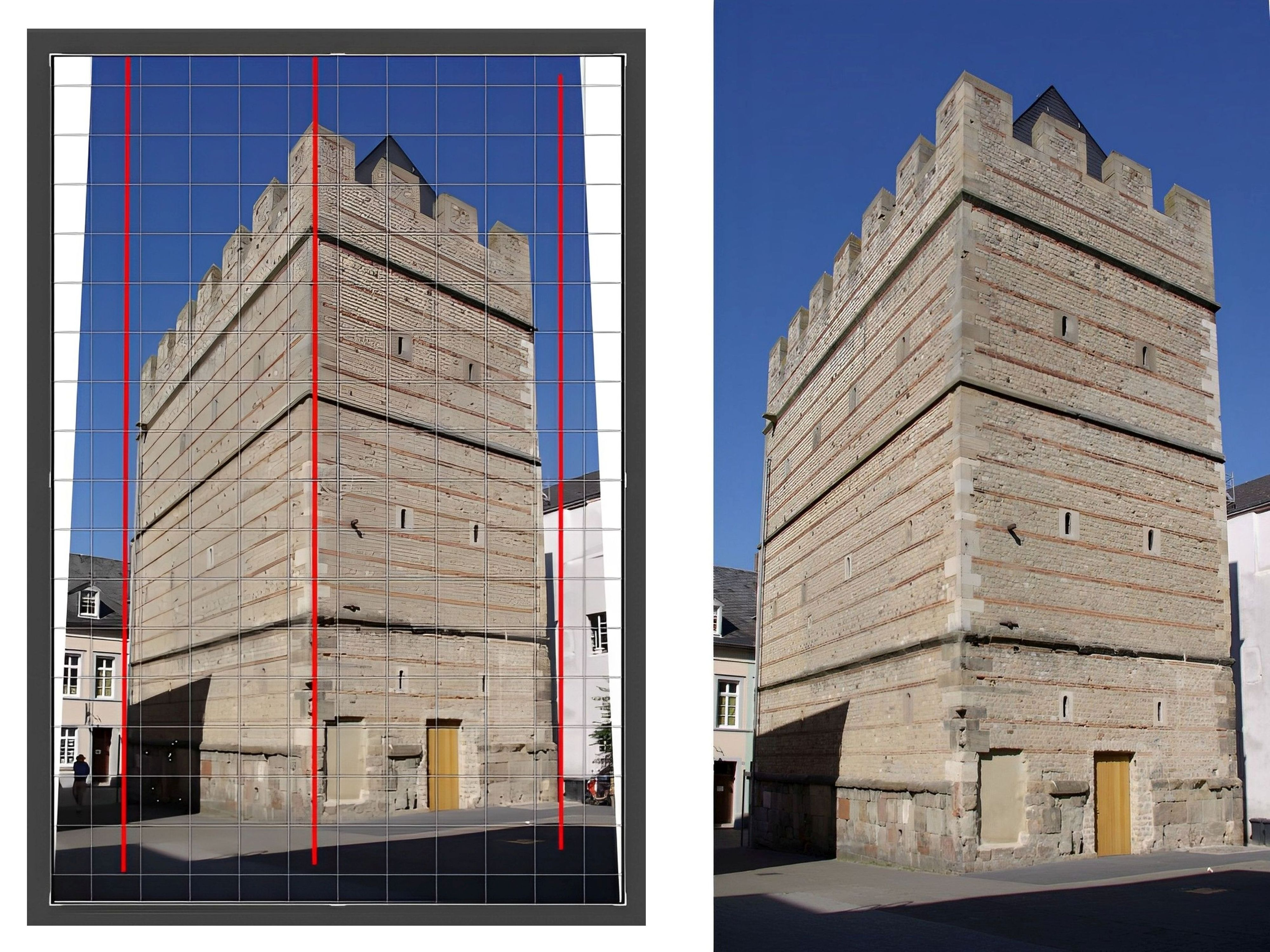
Moderat entzerrt, links: während der Bearbeitung, rote Linien zur Demonstration
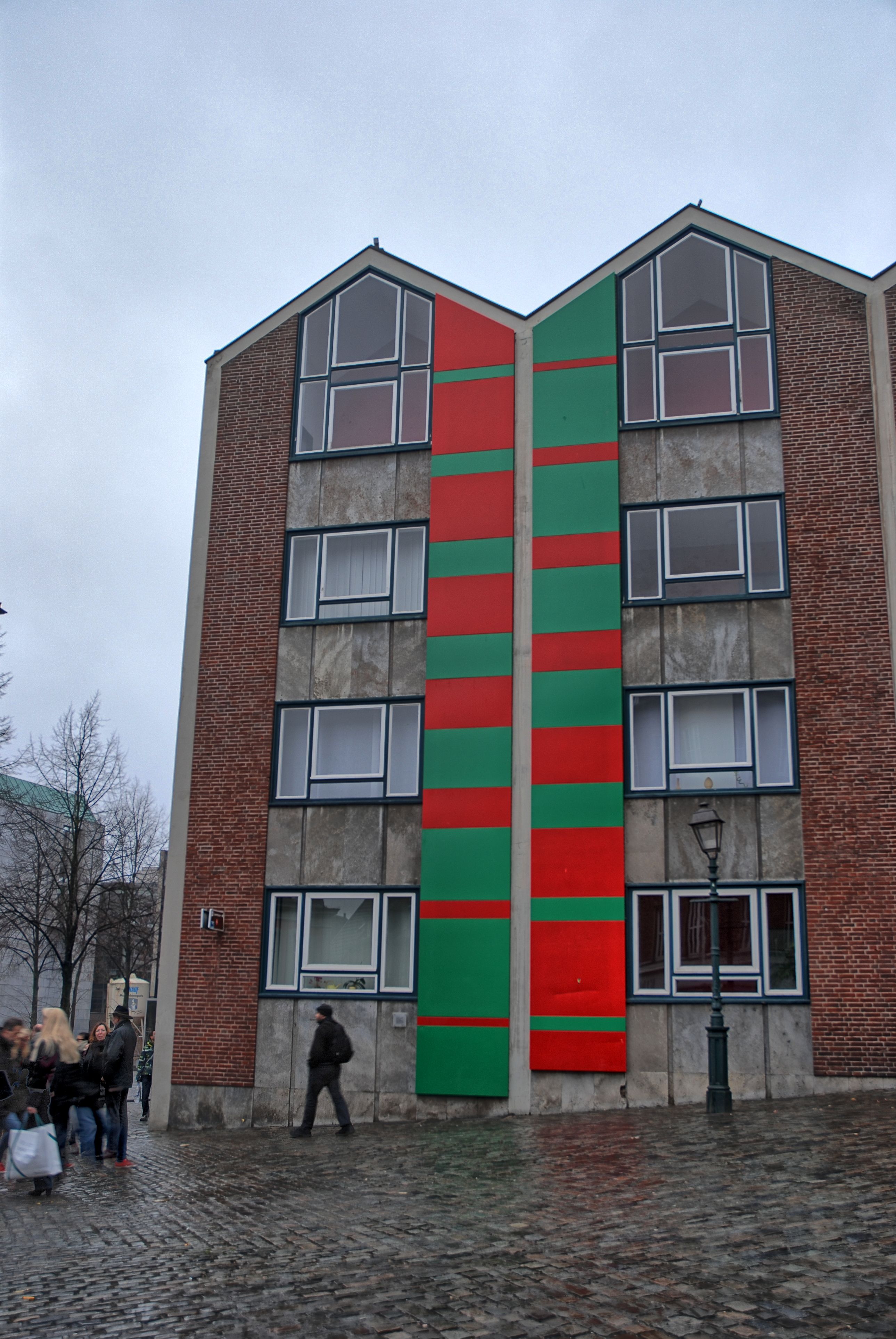
Foto des Kunstwerks Farbleiter von Peter Lacroix …
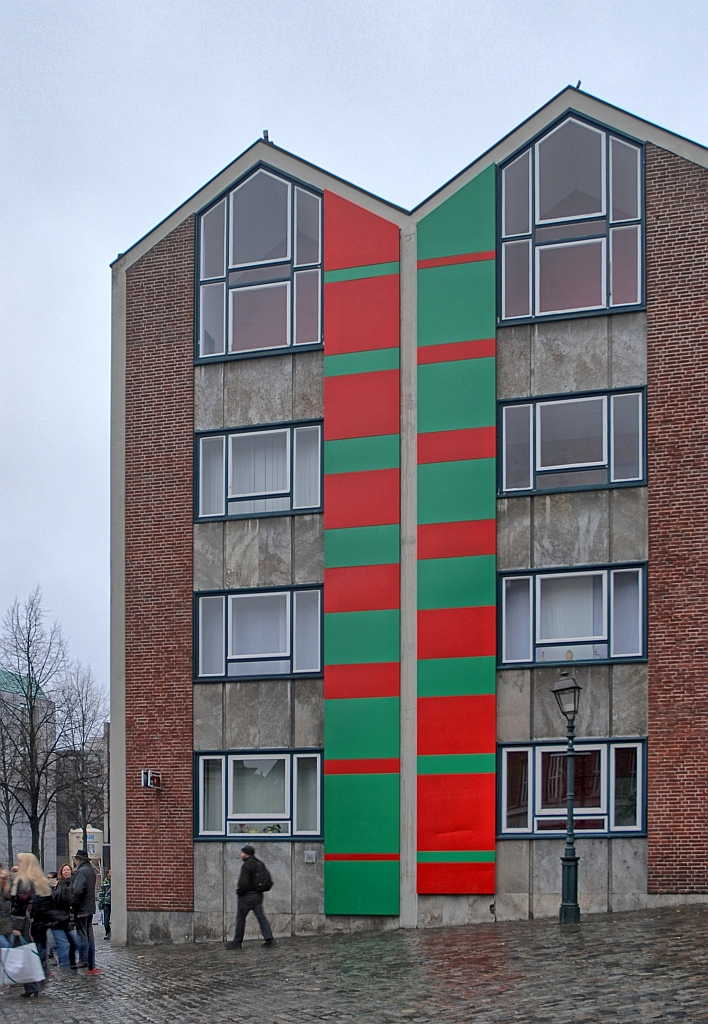
… geradegerückt mit dem DigitalPhotoShifter (heute zu FixFoto)

## Galerie

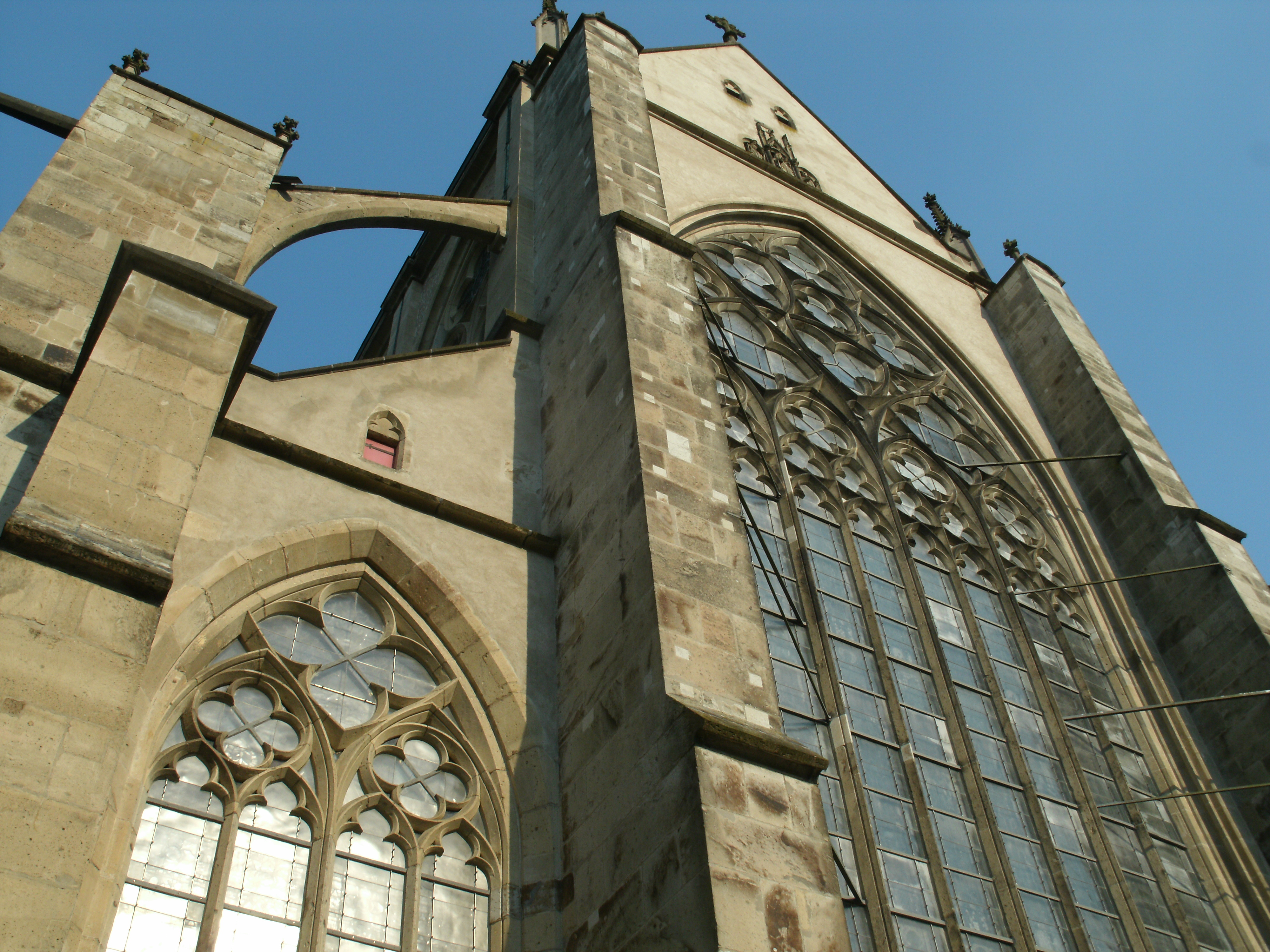
Stürzende Linien verstärken den Eindruck von der Höhe der Westfassade des Altenberger Doms.
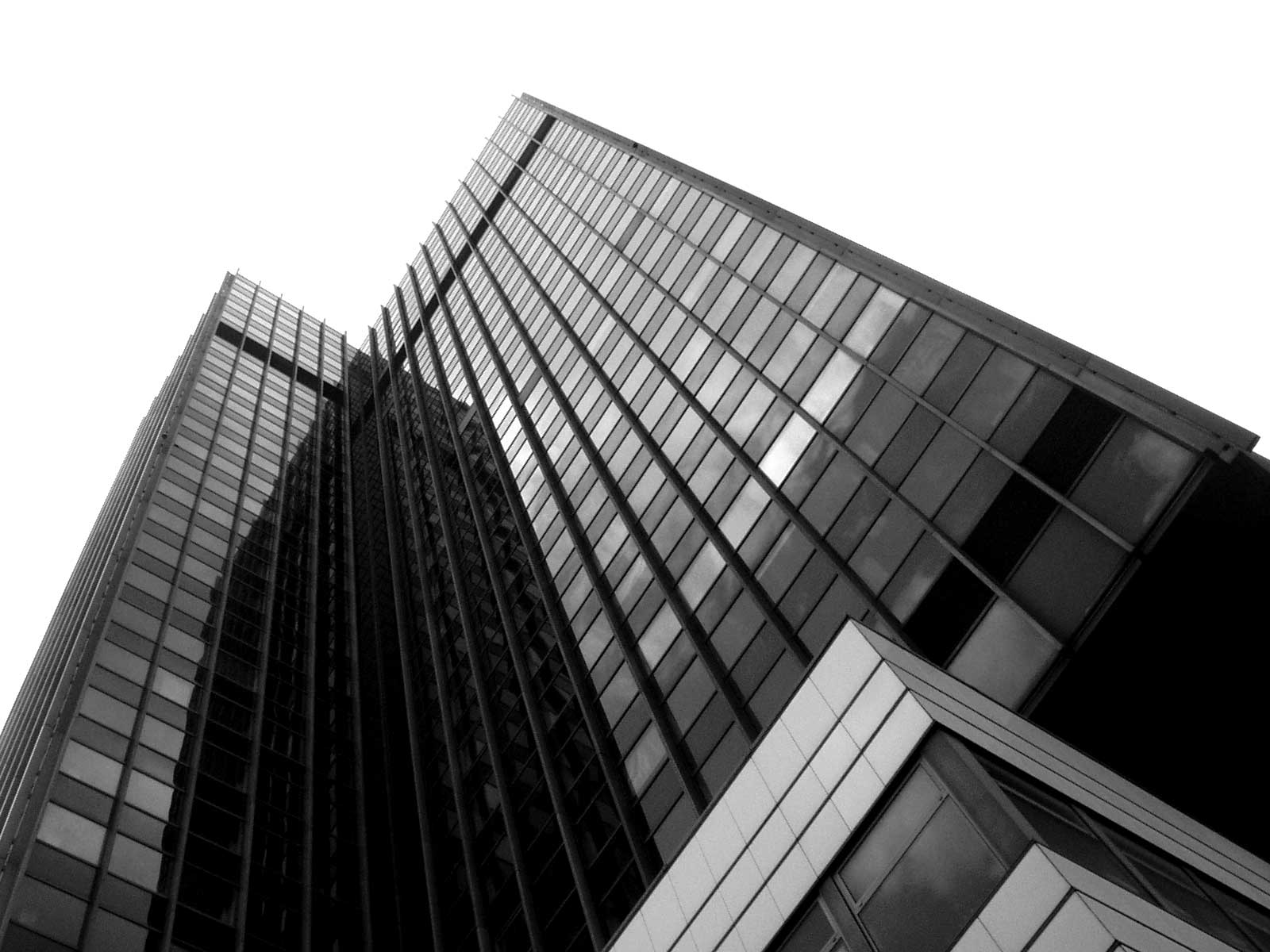
Richtet man die Kamera stark nach oben, entstehen besonders deutlich stürzende Linien. Es ist nicht sinnvoll, das zu korrigieren.
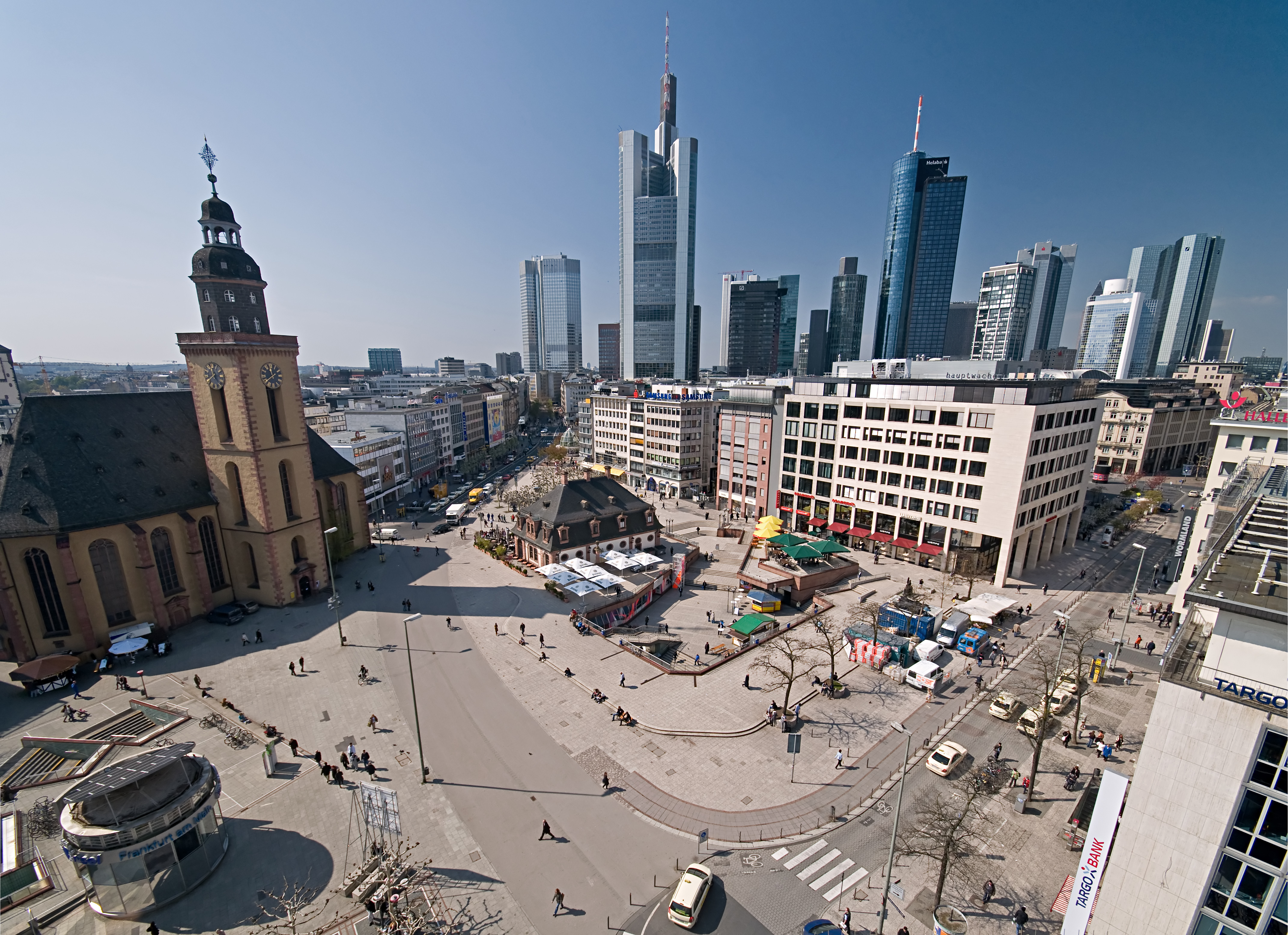
Stürzende Linien aus erhöhter Perspektive mit Weitwinkelobjektiv
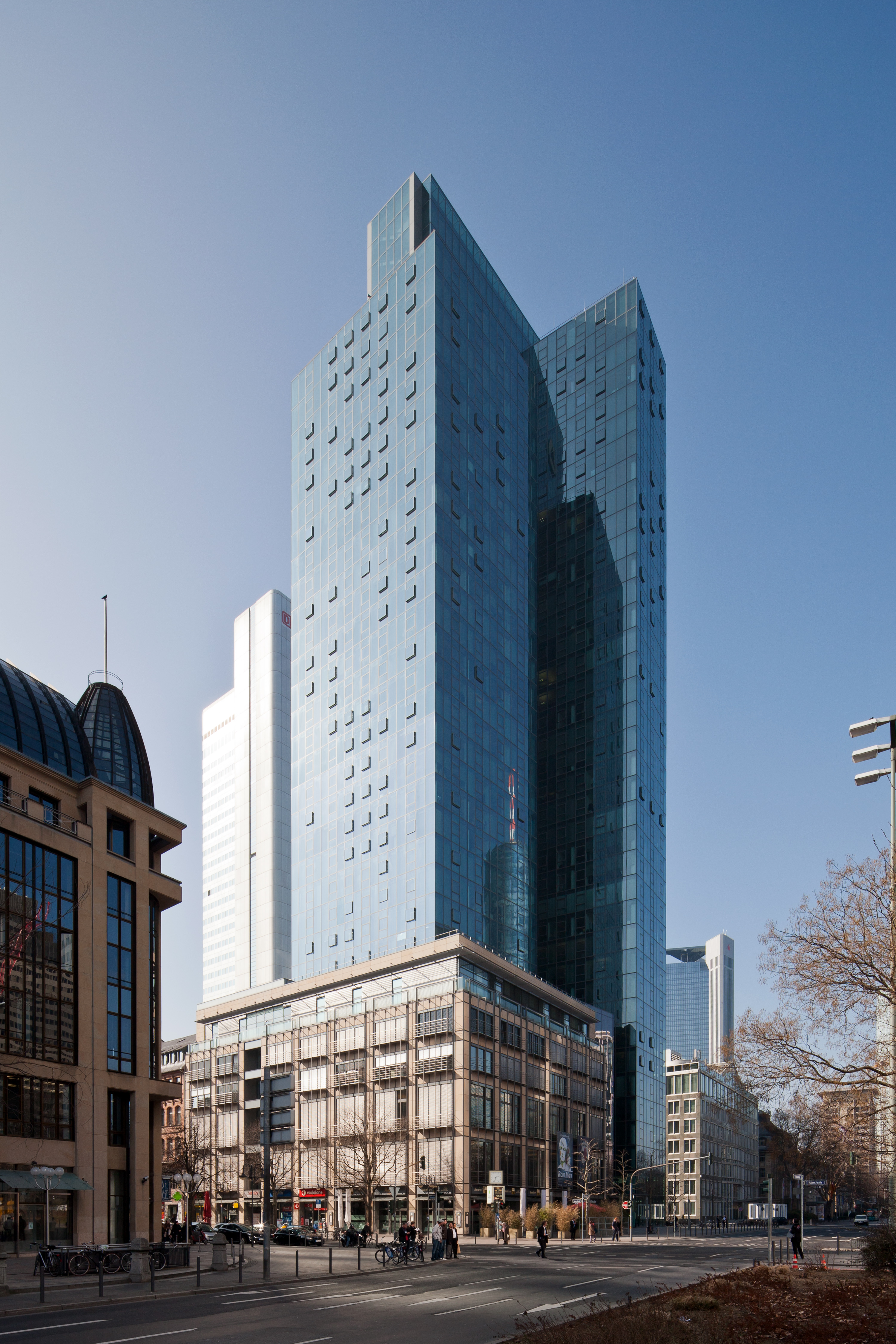
Aufnahme mit 17-mm-Shift-Objektiv
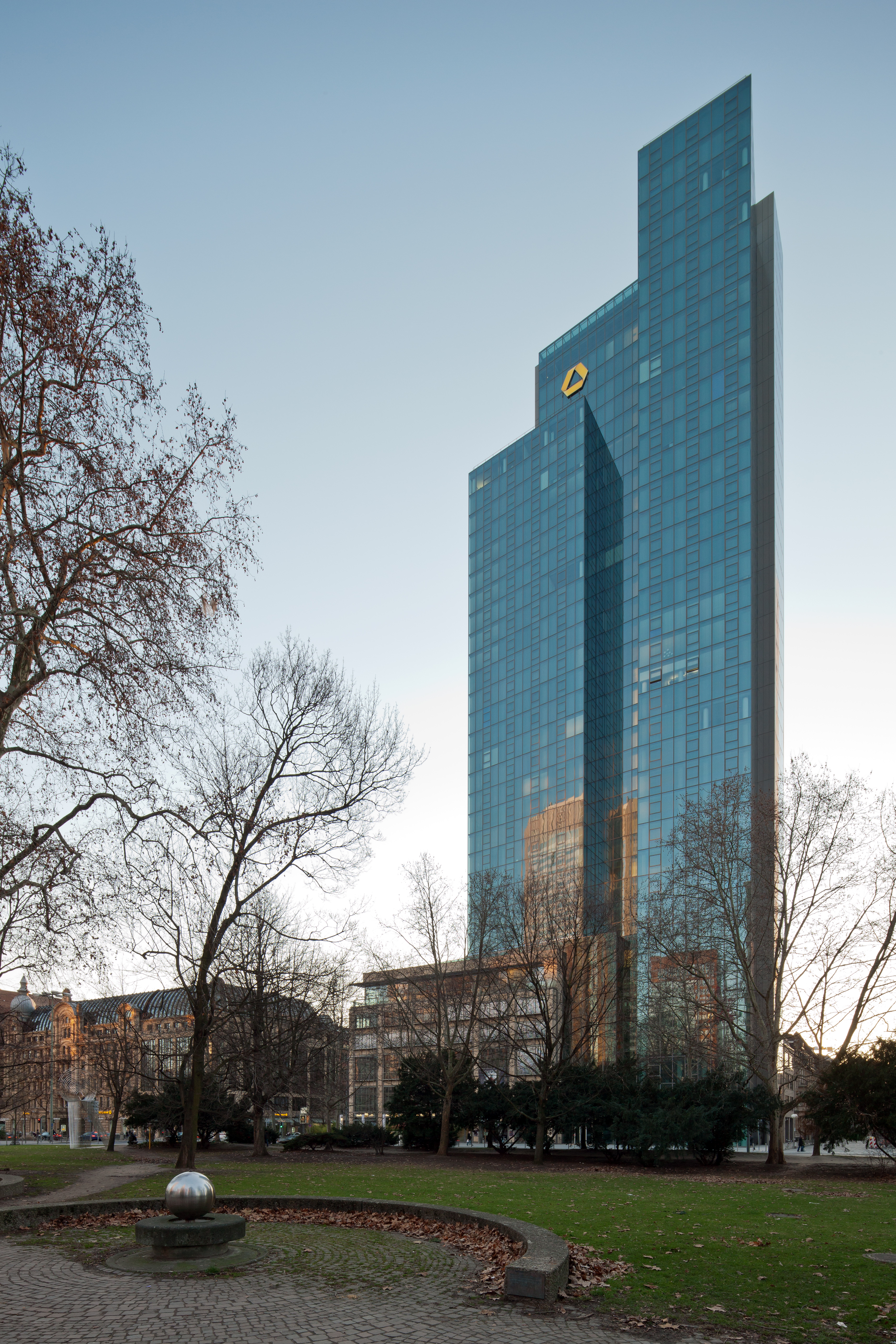
Aufnahme mit 17-mm-Shift-Objektiv aus anderer Aufnahmerichtung